# Radek Bejbl
Radek Bejbl (Nymburk, 29 augustus 1972) is een voormalig professioneel voetbalspeler uit Tsjechië.

## Clubvoetbal
Bejbl begon zijn carrière Slavia Praag waar hij zijn debuut maakt in 1990 op achttienjarige leeftijd. Hij behaalde hier vrij snel een basisplaats en had zijn beste seizoen in 1995/96 als hij met zijn club kampioen wordt en de halve finale bereikt om de UEFA Cup.
Het seizoen 1996/97 begint hij in de Primera División bij Atlético Madrid. Met deze club wint Bejbl twee Spaanse bekers. In 2000 degradeert hij met zijn club uit de hoogste Spaanse divisie. De speler tekent derhalve in de zomer van 2000 voor RC Lens. Hier komt hij zelden aan spelen toe. De speler vertrekt twee jaar later naar zijn oude club Slavia Spraag.
Na drie seizoenen vertrekt Bejbl weer naar het buitenland, deze keer naar Rapid Wien. Voor deze club scoort hij als verdediger regelmatig. Zijn aflopende contract wordt in 2007 niet verlengd en hij vertrekt naar Slovan Liberec. Begin juli 2008 beëindigt hij zijn loopbaan.

## Interlandvoetbal
Bejbl speelde 58 interlands waarin hij drie keer scoorde. Hij was basisspeler van de Tsjechische ploeg op het Europees kampioenschap voetbal 1996 dat de tweede plaats behaalde. Tevens was hij aanwezig op Euro 2000. Zijn laatste interland speelde de speler in 2001.

## Carrière
- Slavia Praag (1990–1996)
- Atlético Madrid (1996–2000)
- RC Lens (2000–2002)
- Slavia Praag (2002–2005)
- Rapid Wien (2005–2007)
- FC Slovan Liberec (2007–2008)